# Мэтерс, Джерри
Дже́рри Мэ́терс (англ. Jerry Mathers; род. 2 июня 1948, Су-Сити, Айова) — американский актёр кино и телевидения, менее известен как музыкант, певец и актёр мюзиклов. Наиболее известен зрителю исполнением роли Бивера Кливера в телесериале «Проделки Бивера» (1957—1963).

## Биография

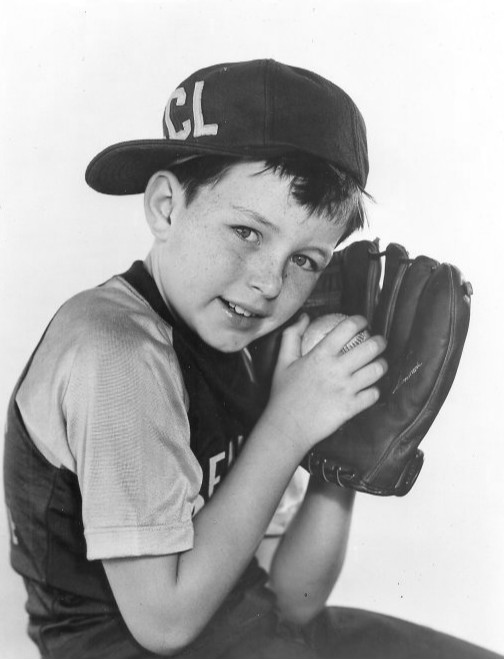
Мэтерс в 1959 году

Джеральд Патрик Мэтерс родился 2 июня 1948 года в городе Су-Сити (штат Айова, США). Его отец был директором старшей школы; у Джеральда были сестра Сьюзи (род. 1951) и два брата, один из которых, Джим (род. 1955), стал довольно известным кинооператором, актёром, режиссёром и продюсером. Мать звали Мэрилин (род. ок. 1927). В начале 1950-х годов семья переехала в Долину Сан-Фернандо (Калифорния).
Уже в двухлетнем возрасте Джерри появился в рекламе местного универмага, затем в телерекламе Pet, Inc. в паре с известным актёром-комиком Эдом Уинном. С четырёхлетнего возраста мальчик начал сниматься в кино и для телевидения. В 1957 году Джерри прошёл кастинг на главную детскую роль в сериале «Проделки Бивера». За шесть лет показа он появился в 235 эпизодах этого сериала; стал первым в истории телевидения ребёнком-актёром, заключившим сделку для получения процентов от выручки от показа телешоу. Таким образом, Мэтерс до сих пор получает деньги от показа этого сериала и его производных на любом телеканале, хотя он был завершён в 1963 году. Эта роль осталась у него главной в жизни: сериал был показан в 80 странах и дублирован на 46 языков. Гонорар мальчика в то время составлял 500 долларов (более 4700 долларов в ценах 2020 года) в неделю.
В 1958—1961 годах в четырёх эпизодах «Проделок Бивера» Мэтерс сам исполнил четыре песни. В 1962 году он записал мини-грампластинку с двумя своими песнями: Don’t 'Cha Cry и Wind-Up Toy. В старшей школе у Мэтерса была своя музыкальная группа под названием Beaver and the Trappers.
После поступления в старшую школу «Нотр-Дам» Мэтерс стал сниматься заметно меньше: с 1966 по 1981 годы он появился лишь в пяти эпизодах пяти сериалов и двух телефильмах. Ещё учась в школе, в 1966 году, он вступил в ряды Резерва ВВС США, дослужившись до звания сержанта. В 1973 году Мэтерс поступил в Калифорнийский университет в Беркли и окончил его со степенью бакалавр искусств по философии. Затем он работал коммерческим кредитным офицером в банке, позже занялся недвижимостью. В 1981 году работал диджеем на радиостанции в Анахайме. В 1983—1989 годах Мэтерс снова активно снимался для телевидения, в основном в сериале «Новые проделки Бивера» (к четырем эпизодам он также выступил режиссёром), но после опять стал редко появляться на экранах. Последний раз на широком экране актёр появился в 2008 году, в телесериале — в 2015 году, до 2018 года активно снимался в различных телепередачах, телеиграх и ток-шоу.
В 1985 году Мэтерс был удостоен премии «Молодой актёр» в категории «Бывший ребёнок-актёр, пожизненное достижение» за роль в сериале «Проделки Бивера» более 20 лет назад.
В конце 1980-х годов Мэтерс занялся инвестициями в различные компании, в том числе владел и управлял кейтеринговой фирмой в Санта-Кларите. Для демонстрации продуктов ему приходилось делать до шести дополнительных приёмов пищи в день, поэтому актёр быстро набрал лишний вес. В 1996 году у Мэтерса был диагностирован сахарный диабет 2-го типа. Актёр с помощью компании Jenny Craig, Inc. смог сбросить более 18 килограммов веса и в дальнейшем стал первым в её истории мужчиной-докладчиком этой компании.
В 1998 году Мэтерс опубликовал автобиографическую книгу «И Джерри Мэтерс в роли Бивера».
В 2007—2009 годах Мэтерс играл роль Уилбура Тёрнблэда в бродвейской постановке «Лак для волос» в театре «Нил Саймон».

### Личная жизнь
Джерри Мэтерс был женат трижды:
1. Дайана Плэтт (род. ок. 1950), сокурсница. Брак был заключён 1 сентября 1974 года, 8 декабря 1982 года последовал развод. Детей нет.
2. Ронда Геринг. Брак заключён после 1982 года, в 1997 году последовал развод[18]. Трое детей: сын Ной (род. 1978, стал довольно известным саунд-миксером)[23], дочери Мерседес и Гретхен.
3. Тереза Модник, директор по связям с общественностью Центра здорового старения в Санта-Монике[4]. Брак заключён 30 января 2011 года[24]. Детей нет.

## Избранная фильмография

### Широкий экран
- 1952 — Сын бледнолицего[англ.] / Son of Paleface — ребёнок в финале (в титрах не указан)
- 1954 — Мужчины воинственной леди[англ.] / Men of the Fighting Lady — Ричард Додсон (в титрах не указан)
- 1955 — Семеро маленьких Фоев[англ.] / The Seven Little Foys — Брайан Фой[англ.] в возрасте пяти лет (в титрах не указан)
- 1955 — Неприятности с Гарри / The Trouble with Harry — Эрни Роджерс
- 1956 — Это определённое чувство[англ.] / That Certain Feeling — Норман Тейлор
- 1956 — Больше чем жизнь / Bigger Than Life — Фредди (в титрах не указан)
- 1957 — Тень в окне / The Shadow on the Window — Пити Этлэс
- 1958 — Морская могила[англ.] / The Deep Six — Стив Иннес (в титрах не указан)
- 1987 — Обратно на пляж[англ.] / Back to the Beach — судья
- 2002 — Завтра повезёт больше[англ.] / Better Luck Tomorrow — учитель биологии

### Телевидение
- 1952 — Приключения Оззи и Харриет / The Adventures of Ozzie and Harriet — ребёнок, выпрашивающий сладости (в эпизоде Halloween Party)
- 1955 — Видео-театр «Люкс»[англ.] / Lux Video Theatre — маленький мальчик (в выпуске The Great McGinty)
- 1955 — Театр General Electric[англ.] / General Electric Theater — Томми (в выпуске Into the Night)
- 1956 — Театр режиссёров экрана[англ.] / Screen Directors Playhouse — Питер в возрасте пяти лет (в выпуске It's a Most Unusual Day)
- 1957—1963 — Проделки Бивера[англ.] / Leave It to Beaver — Бивер Кливер[англ.] (в 235 эпизодах)
- 1966 — Понимание[англ.] / Insight — Питер (в выпуске The Boy and the Bomb)
- 1968 — Бэтмен / Batman — Поп, сценический швейцар (в эпизоде The Great Escape, в титрах не указан)
- 1968 — Лесси / Lassie — Кен Хайнс (в эпизоде Lassie and the 4-H Boys)
- 1970 — Три моих сына[англ.] / My Three Sons — Джо Лоури (в эпизоде Love Thy Neighbor)
- 1978 — Высокий полёт[англ.] / Flying High — Чак Уоллес (в эпизоде Fear of Cheesecake)
- 1983—1989 — Новые проделки Бивера[англ.] / The New Leave It to Beaver — Теодор Кливер[англ.] (в 101 эпизоде)
- 1987 — Лодка любви / The Love Boat — Бивер Кливер (в эпизоде Who Killed Maxwell Thorn?)
- 1991 — Паркер Льюис не может проиграть[англ.] / Parker Lewis Can't Lose — Теодор Муссо (в эпизоде Jerry: Portrait of a Video Junkie)
- 1999 — Месть без предела / Vengeance Unlimited — Лукас Циммерман (в эпизоде Friends)
- 1999 — Диагноз: убийство / Diagnosis: Murder — мистер Ластиг (в эпизоде Trash TV: Part 1)
- 2006 — Война в доме[англ.] / The War at Home — директор школы (в эпизоде Back to School)